# Dorfkirche Groß Breesen

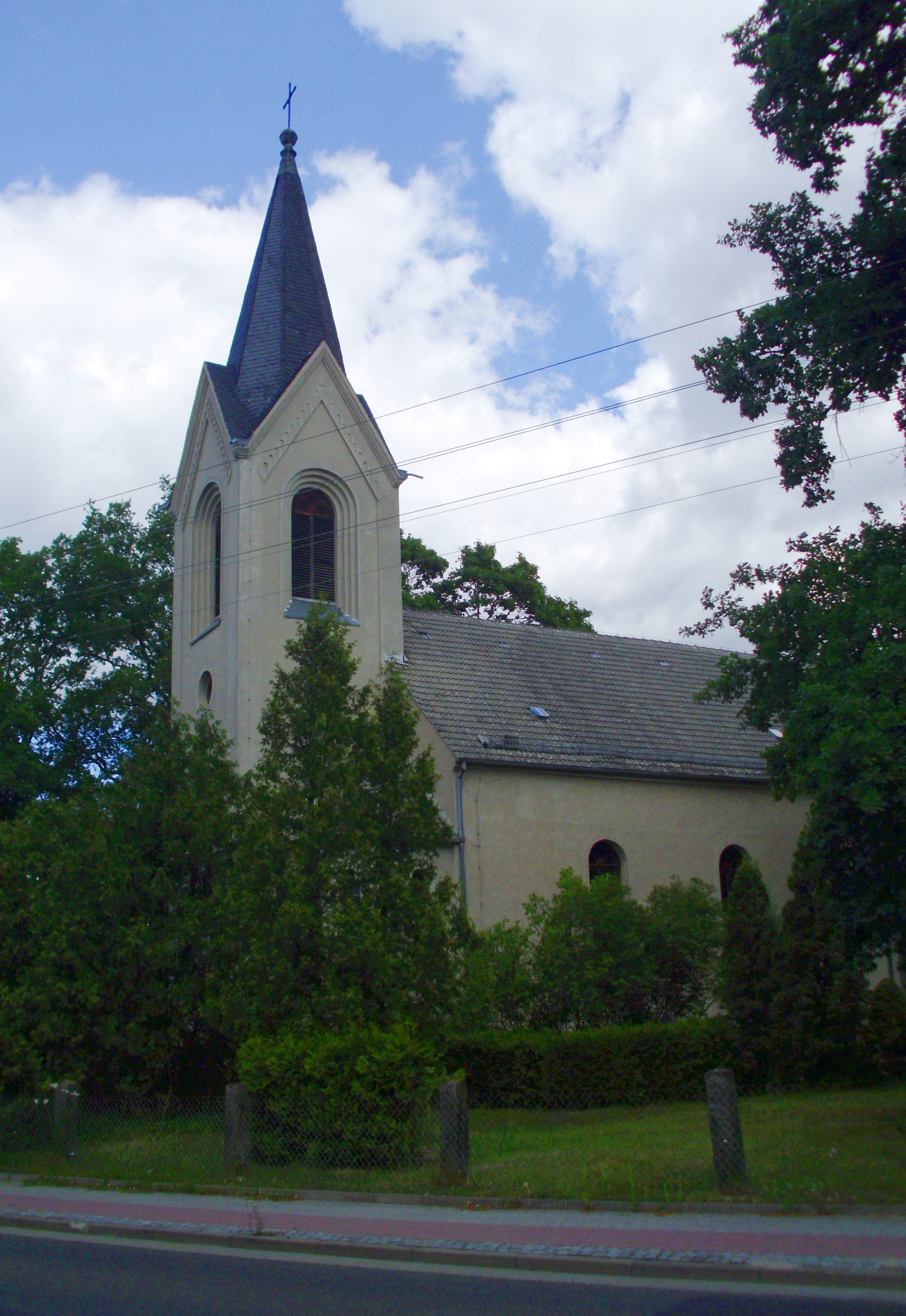
Dorfkirche Groß Breesen

Die evangelische, denkmalgeschützte Dorfkirche Groß Breesen steht in Groß Breesen, einem Ortsteil der Stadt Guben im Landkreis Spree-Neiße in Brandenburg. Die Kirche gehört zur Kirchengemeinde Region Guben im Kirchenkreis Cottbus in der Evangelischen Kirche Berlin-Brandenburg-schlesische Oberlausitz.

## Beschreibung
Die Saalkirche aus verputzten Backsteinen im Rundbogenstil wurde 1852 anstelle des Vorgängerbaus errichtet. Der von Treppentürmen flankierte Kirchturm auf quadratischem Grundriss im Westen, in dessen Glockenstuhl drei Kirchenglocken hängen und der mit einem schiefergedeckten Helm über dem Ortgang der mit Bogenfriesen versehenen Dreiecksgiebel bedeckt ist, wurde 1883 anstelle eines Holzturms dem Langhaus aus fünf Fensterachsen hinzugefügt. Statt eines Bogenfensters an der mittleren Achse wurde ein Anbau errichtet, der hinter dem Portal das Vestibül beherbergt. 
Der Innenraum ist mit einer Flachdecke auf Unterzügen überspannt. Die hölzernen Emporen waren an der Nord- und Südseite ursprünglich zweigeschossig. Der Zugang zu den Emporen erfolgte über die Treppentürme. Zur Kirchenausstattung gehört ein klassizistischer Kanzelaltar. Der Korb der Kanzel steht zwischen kannelierten Pilastern. Die Orgel auf der Empore im Westen hat elf Register auf einem Manual und Pedal und wurde 1820 von Johann George Gast gebaut.